# 131. pehotni polk (Italija)
131. pehotni polk Lazio (izvirno italijansko 131º Reggimento fanteria) je bil pehotni polk Kraljeve italijanske kopenske vojske.

## Zgodovina
Med prvo svetovno vojno je bil polk nastanjen na soški fronti.